# Scelotrichia rumput
Scelotrichia rumput är en nattsländeart som beskrevs av Wells och Huisman 1993. Scelotrichia rumput ingår i släktet Scelotrichia och familjen smånattsländor. Inga underarter finns listade i Catalogue of Life.